# Borgen (TV-serie)
Borgen är en dansk TV-serie som sänts i fyra säsonger från 2010 till 2022. 
Serien följer, den inledningsvis nyvalda, danska statsministern Birgitte Nyborg, spelad av Sidse Babett Knudsen. Titeln åsyftar Christiansborgs slott i Köpenhamn, Danmarks politiska centrum (motsvarigheten till Rosenbad i Sverige), där Folketinget möts liksom statsministern har sitt kontor.
TV-serien har visats i SVT under 2011 till 2013. Serien har vunnit prestigefulla priser både i Prix Italia och i TV-festivalen i Monte Carlo samt en BAFTA år 2012 för bästa internationella TV-serie. Den fjärde säsongen som släpptes 2022 är en samproduktion mellan Danmarks Radio och Netflix.

## Rollista i urval
- Sidse Babett Knudsen
- Birgitte Hjort Sørensen
- Johan Philip Asbæk
- Søren Spanning
- Mikael Birkkjær
- Freja Riemann
- Emil Poulsen
- Thomas Levin
- Søren Malling
- Christoph Bastrup
- Anders Juul
- Benedikte Hansen
- Lisbeth Wulff
- Lars Knutzon
- Flemming Sørensen
- Peter Mygind
- Ole Thestrup
- Lars Brygmann
- Petrine Agger
- Christian Tafdrup